# Abbottina binhi
Espèce
Statut de conservation UICN

 DD  : Données insuffisantes
Abbottina binhi est une espèce de poisson du genre Abbottina, appartenant à la famille des Cyprinidés.

## Répartition
Cette espèce vit uniquement au Vietnam.